# DJ Sneak
Ne doit pas être confondu avec DJ Snake.
DJ Sneak (né Carlos Sosa en 1969 à Porto Rico) est un DJ et producteur américain.

## Discographie
- Kinky Trax Collection (1996)
- Blue Funk Files (1997)
- Buggin' Da Beats (1997)
- Sneak's Ju Ju Beats (2001)
- Housekeepin' (2004)
- House of Om, Vol. 2 (2005)
- Thefunkrockdiscopartything (2006)
- Special House Blend (2008)
- The House Of House (2009)
- Gangsters Paradise (2013)